# Tender Loving Rage
Tender Loving Rage (cu sensul de Furie plină de iubire) este un roman științifico-fantastic și thriller al scriitorului american Alfred Bester. A apărut postum în 1991 la editura Tafford (la patru ani după decesul scriitorului). 
Într-un articol din 1991, "Alfred Bester's Tender Loving Rage" (reprodus în Loose Canon în 2001) prietenul său Charles Platt explică faptul că Bester a scris romanul în jurul anului 1959, folosind titlul Tender Loving Rape (cu sensul de Viol plin de iubire). Cartea nu a fost vândută mai mulți ani, până când Platt (care a citit manuscrisul mult mai devreme în timp ce lucra la Avon în 1972) l-a convins pe Bester să publice cartea la o mică editură; Platt a sugerat schimbarea titlului și Bester a fost de acord.

## Prezentare
Despre un triunghi amoros... Frumoasa fotomodel Julene Krebs este râvnită atât de un director de publicitate puternic, cât și de un om de știință proeminent. Cei doi bărbați ajung să fie amabili unul cu celălalt, ca urmare a interesului lor față de fată, iar ea, la rândul ei, are o relație cu fiecare în parte.